# Louis Falk
Louis Wahl Falk (* 30. Dezember 1935 in Milwaukee, Wisconsin) ist ein anglikanischer Erzbischof. 

## Leben
Im Jahre 1953 graduierte Falk an der University School of Milwaukee. Am 3. September 1955 heiratete er Carol Alice Froemming. Im Jahr 1958 absolvierte Falk das Lawrence College (heute Lawrence University) mit dem Schwerpunkt Philosophie und erhielt einen Bachelor of Arts mit der Auszeichnung summa cum laude. Er ist ein Mitglied der Phi Beta Kappa. Im Jahr 1962 absolvierte Falk einen Master of Divinity mit der Auszeichnung cum laude am Nashotah House, ein Seminar der Episcopal Church.   Nach der Weihe zum Diakon am 23. Januar 1962 wurde er am 6. August zum Priester der Episcopal Church geweiht. Falk trat dann aus dem aktiven Dienst der Episcopal Church aus und wurde Geschäftsmann. Von 1976 bis 1981 war er Präsident von General Growth Management Company in Des Moines, Iowa.
In den späten 1970er Jahren trat Falk der Anglican Catholic Church bei. Er wurde Rektor der St. Aidan's Parish in Des Moines. Im Jahr 1981 wurde er zum ersten Bischof der Diözese von Missouri Valley gewählt. Schließlich am 14. Februar 1981 in Des Moines wurde Falk zum Bischof geweiht durch James Orin Mote (Diözese der Heiligen Dreifaltigkeit), Carmino de Catanzaro (Anglican Catholic Church of Canada), William F. Burns (Diözese von der Auferstehung), William O. Lewis (Diözese des Mittleren Westens) und William Dejarnette Rutherford (Diözese des Mittleren Atlantik). 
Im Jahr 1983 wurde Falk Erzbischof und Primas der Anglican Catholic Church. In den späten 1980er Jahren nahm die Anglican Catholic Church unter der Führung von Falk Gespräche mit der American Episcopal Church auf, um eine Union zwischen den beiden Kirchen zu vereinbaren. Die beiden Kirchen vereinigten sich im Oktober 1991 zur Anglican Church in America, deren erstes Oberhaupt Falk wurde. Falk trug auch dazu bei, die Traditional Anglican Communion zu gründen und wurde auch deren erstes Oberhaupt.
Im Jahr 2002 gab Falk sein Amt als Primas der Traditional Anglican Communion auf. Sein Nachfolger im Amt wurde Erzbischof John Hepworth. 2005 trat Falk ebenfalls altersbedingt als Primas der Anglican Church in America und als Bischof der Diözese von Missouri Valley zurück, in welcher Bischof Stephen D. Strawn sein Nachfolger wurde. Nachdem sich die Kirche neu strukturiert hatte, wurde entschieden, statt eines Primas einen Präsidenten des Hauses der Bischöfe einzusetzen. Falk wurde zum ersten Präsidenten des Hauses der Bischöfe gewählt und ist somit Oberhaupt dieser Mitgliedskirche der Traditional Anglican Communion.
| Personendaten    | Personendaten                               |
| ---------------- | ------------------------------------------- |
| NAME             | Falk, Louis                                 |
| ALTERNATIVNAMEN  | Falk, Louis Wahl (vollständiger Name)       |
| KURZBESCHREIBUNG | US-amerikanischer anglikanischer Erzbischof |
| GEBURTSDATUM     | 30. Dezember 1935                           |
| GEBURTSORT       | Milwaukee                                   |